# 夏洛特·艾略特

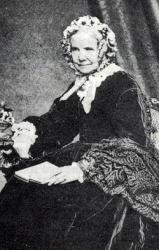
夏洛特·艾略特

夏洛特·艾略特（Charlotte Elliott，1789年3月18日—1871年9月22日）是一位英国诗人、圣诗作者。
父親查尔斯·艾略特為為絲綢商人，母親依蓮·文恩為英國亨利·文恩主教的女兒。她的前32年住在克拉彭（Clapham），是一位残疾人，经常被巨痛折磨。1823年，她搬到布赖顿，直到在那里去世。
她是一位圣公会教徒。
1834年她出版了「病弱者的詩歌」（Invalid's Hymn-Book，共收載150首），其中包括Just as I Am 照我本相無善足稱。聖詩學典考的編譯者約翰·朱利安稱許夏洛特「雖然身體孱弱，但是想像力堅強，具有優良教養及才智…她的詞句情感親切，簡潔哀怨，摯愛深切，韻腳完美」。